# Barry Hannah
Howard Barry Hannah (Meridian (Mississippi), 23 de abril de 1942 - Oxford (Mississippi), 1 de março de 2010) foi um escritor e contista norte-americano
. Autor de oito romances e cinco coletâneas de contos, Hannah trabalhou com notáveis editores americanos como Gordon Lish, Seymour Lawrence, e Morgan Entrekin. Seu trabalho foi publicado na revista Esquire, New Yorker, The Oxford American, Southern Review, e uma série de revistas americanas quinzenais.

## Publicações

### Romances
- Geronimo Rex (1972)
- Nightwatchmen (1973)
- Ray (1980)
- The Tennis Handsome (1983)
- Hey Jack! (1987)
- Boomerang (1989)
- Never Die (1991)
- Yonder Stands Your Orphan (2001)

### Coleções de estórias
- Airships (1978)
- Captain Maximus (1985)
- Bats out of Hell (1993)
- High Lonesome (1996)
- Sick Soldier at Your Door (2010)

### Ensaios
- "Memories of Tennessee Williams," Mississippi Review, Vol. 48, 1995.

- "Introduction" The Book of Mark, Pocket Canon, Grove-Atlantic, 1999.